# 三索泰桥

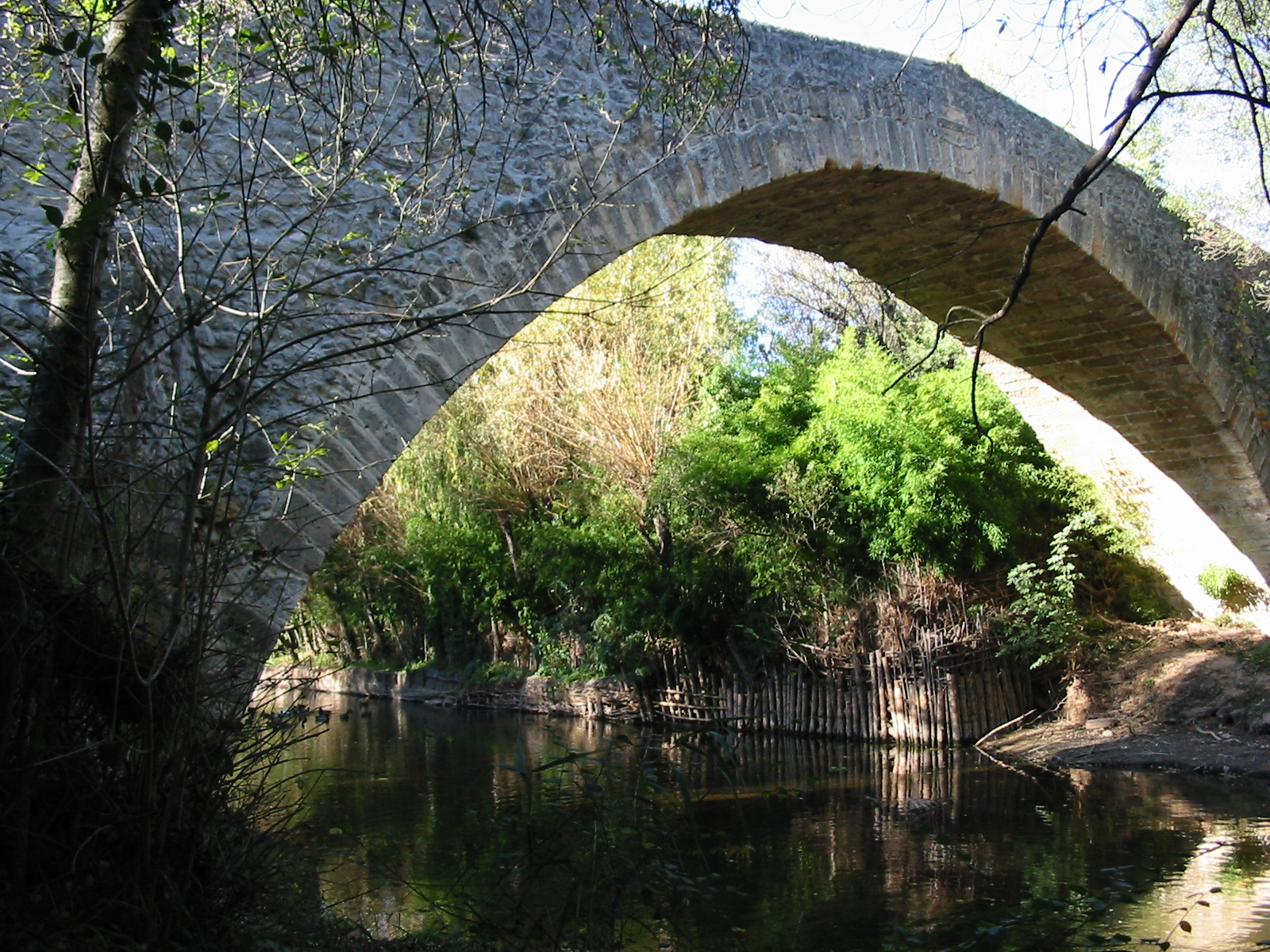

三索泰桥（Pont des Trois-Sautets）是一座横跨 Arc 河的拱桥，位于法国普罗旺斯地区艾克斯市东南部，连接普罗旺斯地区艾克斯（右岸）和梅勒伊（左岸）两个市镇。 砌体结构，单拱。

## 历史
它的建造可以追溯到1655年。
20世纪初，梅勒伊市政当局投票赞成拆除这座桥。但是，普罗旺斯地区艾克斯的报社发起新闻活动，使该项目取消。

## 访客

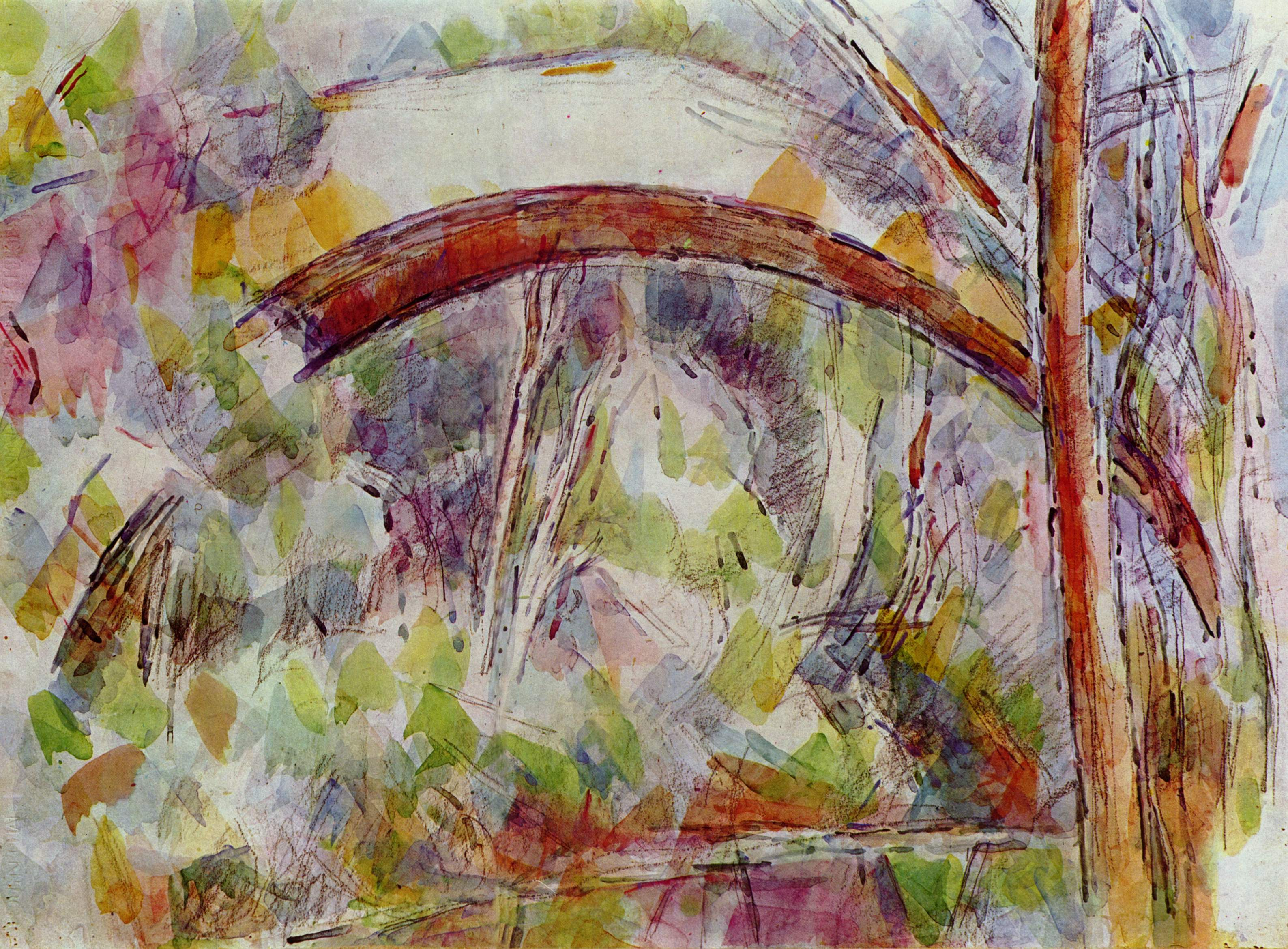
《三索泰桥》，作者：保罗·塞尚，水彩画，1901年

画家保罗·塞尚经常来到三索泰桥造访。 1865-1866年画了Paysage à l'oratoire et le pont des Trois-Sautets。他的画作Baigneuses sous le pont de l'Arc公认描绘的是三索泰桥，而不是在前往马赛路上的 pont de l'Arc。在1906年8月，他给儿子说：“我等了四个小时，汽车会来接我，带我去河边，到三索泰桥。那里有更多的新鲜感。昨天我在那儿过得很好，我像在枫丹白露一样画了水彩画，对我来说似乎更发光。一个世纪后，它并未改变：相同的拱桥，相同的堤岸，相同的植被...
英国首相温斯顿·丘吉尔 业余时间来此放松身心。
1965年8月12日，正在巡回演出的歌手塞尔日·拉马（Serge Lama）在三索泰桥遭遇严重车祸，昏迷38小时，进行14次手术，直到两年后才返回舞台。同行的未婚妻钢琴家莉莉安·贝内利（Liliane Benelli）等四人死亡。